# Modou Tall
Modou Tall (Dakar, 27 giugno 1953) è un ex cestista senegalese.

## Carriera
Con il Senegal ha disputato i Giochi olimpici di Mosca 1980, segnando 47 punti in 7 partite.